# Карси-Дольне
Карси-Дольне (пол. Karsy Dolne) — село в Польщі, у гміні Пацанув Буського повіту Свентокшиського воєводства.
Населення — 40 осіб (2011).
У 1975-1998 роках село належало до Келецького воєводства.

## Демографія
Демографічна структура на день 31 березня 2011 року:
|          | Загалом | Допрацездатний вік | Працездатний вік | Постпрацездатний вік |
| -------- | ------- | ------------------ | ---------------- | -------------------- |
| Чоловіки | 21      | 4                  | 13               | 4                    |
| Жінки    | 19      | 2                  | 9                | 8                    |
| Разом    | 40      | 6                  | 22               | 12                   |